# 有柄树舌
有柄树舌（英語：Ganoderma applanatum）是多孔菌目灵芝科灵芝属的一种真菌。分布于 广东、云南等地。